# Hans Makart
Hans Makart (Salisburgo, 28 maggio 1840 – Vienna, 3 ottobre 1884) è stato un pittore austriaco che frequentava la corte dell'imperatore Francesco Giuseppe e della famosa Sissi.

## Biografia

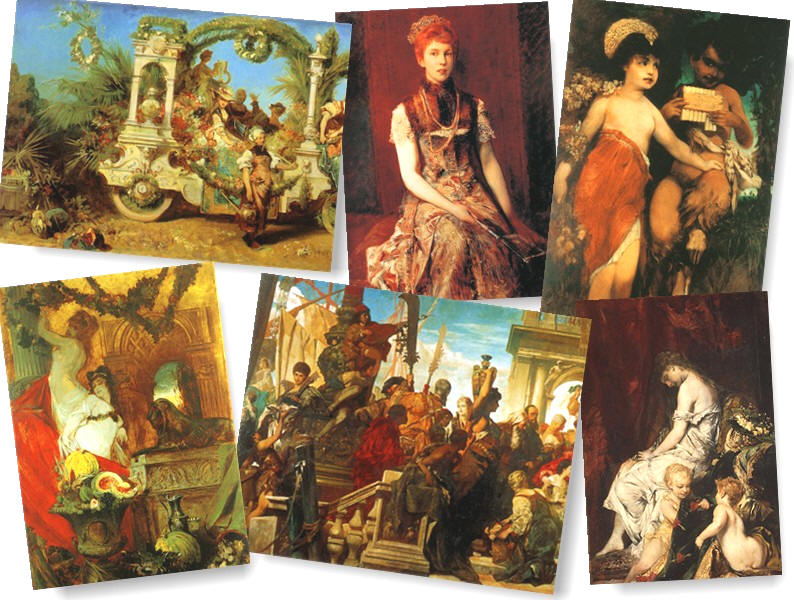
Una selezione di sei suoi dipinti.

Riceve la sua formazione in pittura presso l'Accademia di Vienna. Ma il suo stile pittorico si concretizza tra il 1861 e il 1865 sotto la guida di Karl Theodor von Piloty a Monaco. La sua arte si configura nella pittura storica e il suo dipinto Romeo e Giulietta è acquistato dall'imperatore austriaco per il Museo di Vienna. Con questa opera Makart conquista la corte dell'imperatore Francesco Giuseppe e della sua consorte Elisabetta, diventando abbastanza famoso nei salotti di Vienna.

I suoi quadri, spesso di grandi dimensioni, raffigurano soprattutto soggetti mitologici, storici e allegorici, trattati in modo lirico, esuberante, quasi epico. Makart divenne il leader riconosciuto della vita artistica di Vienna, operando non solo come pittore ma anche come designer, decoratore e costumista dando vita allo “stile Makart” che ha caratterizzato quell'epoca viennese.
Suo precursore è considerato Carl Rahl, mentre il grande Gustav Klimt, prima che fosse consolidata la sua personale impronta artistica, fu considerato il miglior continuatore dell'opera di Makart.

La fama di Makart regredisce rapidamente dopo la sua morte, anche a causa del deterioramento delle sue opere dovuto ai materiali usati per dipingere. Gli azzurri si sono trasformati in verde, il bitume ha rovinato il ricco bagliore dei colori, la vernice usata in modo troppo pesante ha addirittura sbriciolato alcune opere.

## Galleria d'immagini

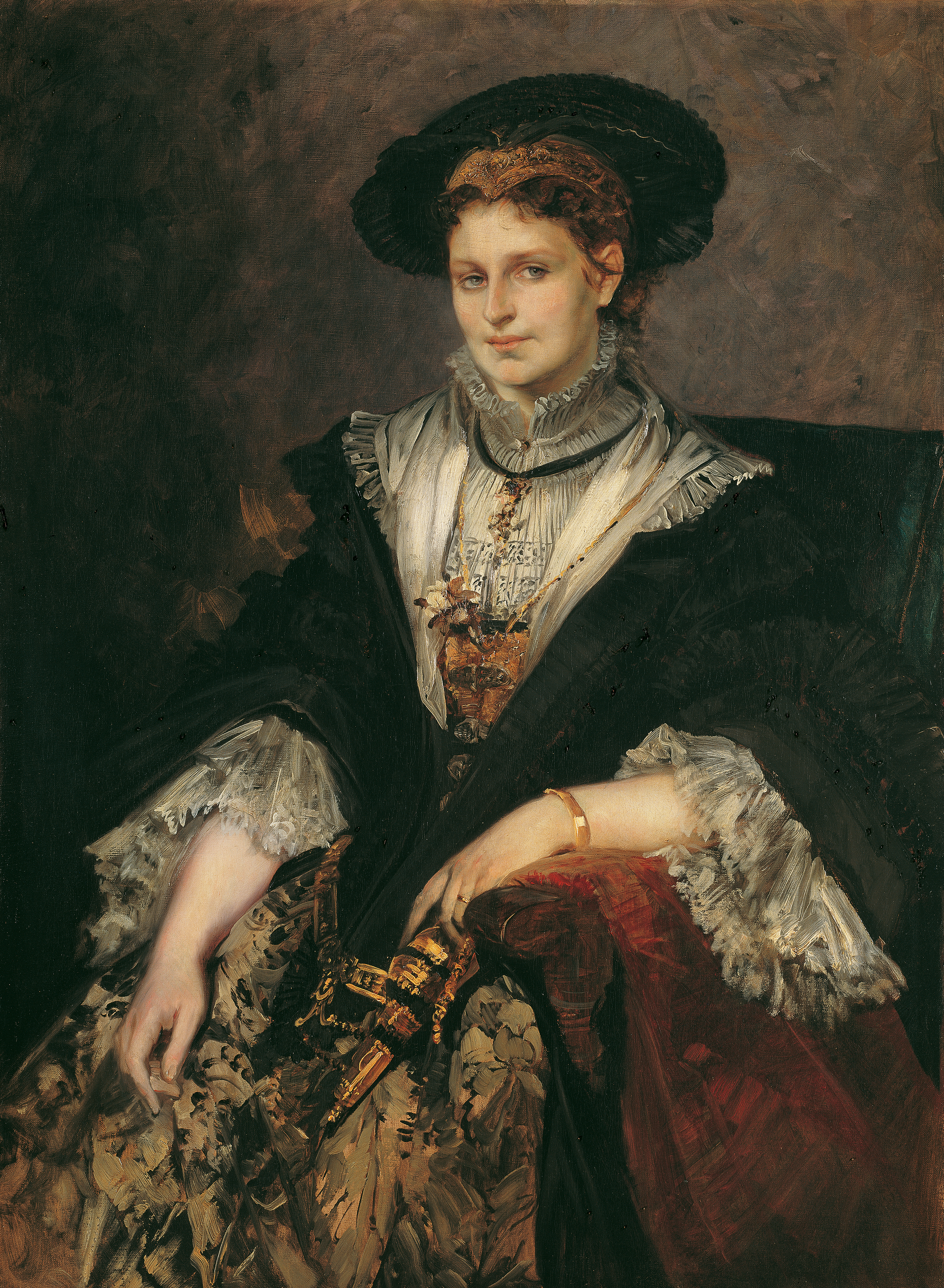
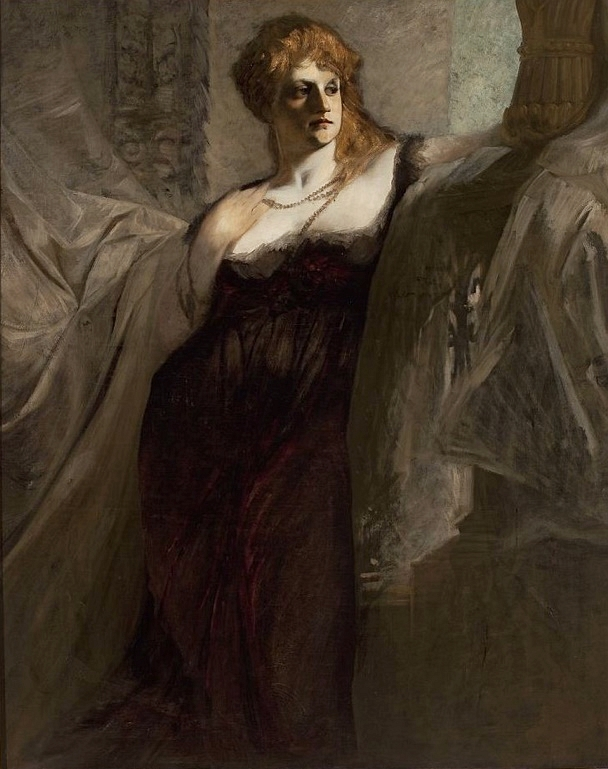
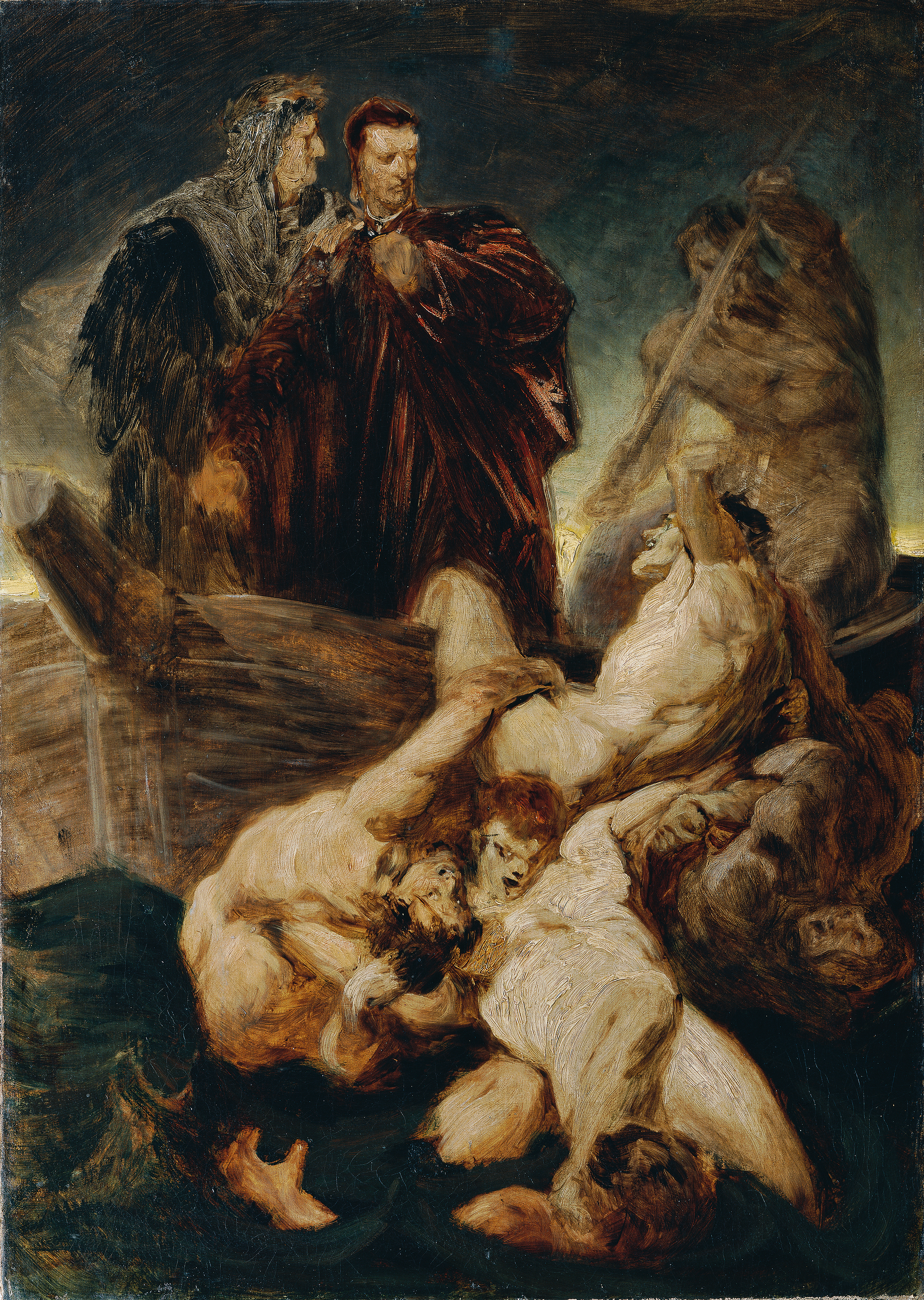
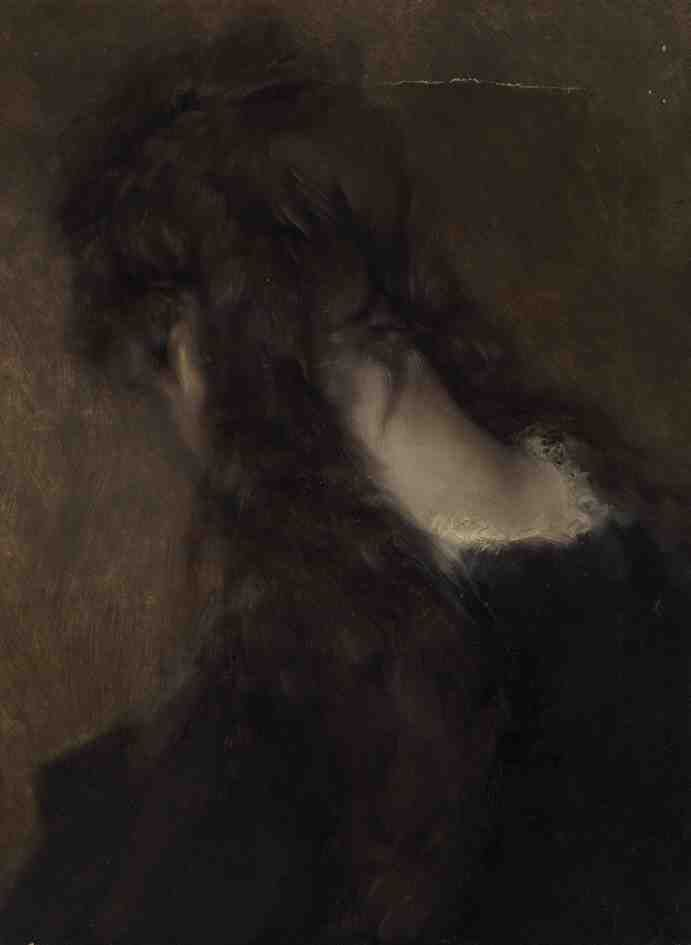
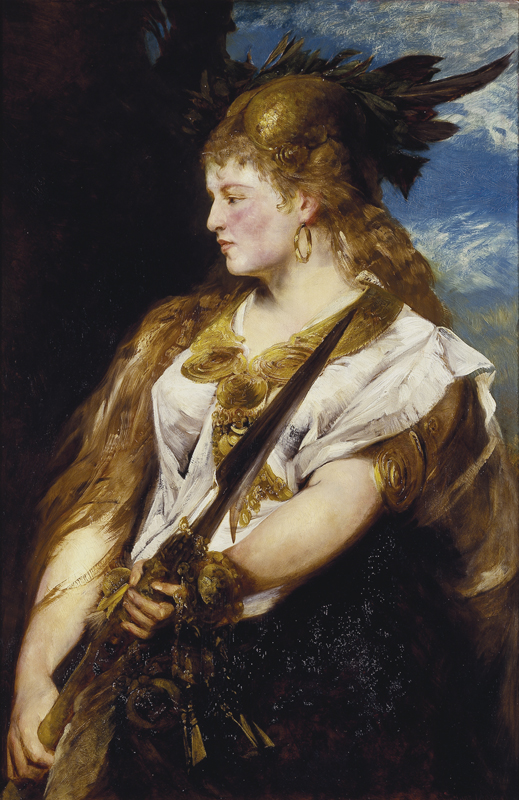